# عاشقلو
عاشقلو هي قرية في مقاطعة خدا أفرين، إيران. عدد سكان هذه القرية هو 473 في سنة 2006.